# Hamao Umezawa
Hamao Umezawa (梅沢 浜夫, Umezawa Hamao, Obama, Fukui, 1 de outubro de 1914 - 25 de dezembro de 1986) foi um microbiologista japonês que descobriu diversos agentes antimicrobianos e inibidores de enzimas.
Após graduar-se na Musashi Junior and Senior High School, Umezawa completou o estudo de medicina na Universidade de Tóquio em 1937. Após servir no Exército imperial japonês durante a Segunda Guerra Mundial Umezawa trabalhou com tuberculose que o levou à descoberta em 1956 do antibiótico kanamicina. Nesta época Umezawa chefiava o Instituto de Química Microbiana em Tóquio, onde seu principal foco foram agentes antimicrobianos produzidos através de processos de fermentação. Também na metade da década de 1950 Umezawa descobriu a kasugamicina, um composto útil no combate do fungo da brusone do arroz. No início da década de 1960 descobriu a droga contra o câncer bleomicina.
O Hamao Umezawa Memorial Museum em Setagaya, bairro de Tóquio, é denominado em sua memória.

## Prêmios
- Asahi Prize 1958
- Prêmio Paul Ehrlich e Ludwig Darmstaedter 1980